# Alberta Parks
Alberta Parks est une agence gouvernementale dépendant du gouvernement de l'Alberta de la province d'Alberta au Canada, qui est chargée de la gestion des parcs provinciaux de l'Alberta.
La première loi sur les parcs provinciaux a été promulguée en 1930. Les premiers parcs étaient de petits sites récréatifs où les Albertains pouvaient se baigner et faire des pique-niques.
Aujourd'hui, il existe 473 espaces protégés couvrant une superficie de 4,550,447.34 hectares.